# Sandy Siegelstein
Sandy Siegelstein (10 aprile 1919 – 14 gennaio 2013) è stato un musicista statunitense, suonatore di corno francese jazz.
Siegelstein fece parte dell'orchestra di Claude Thornhill. La sua collaborazione più famosa è quella che lo vide prendere parte ad alcune sessioni del progetto di "Birth of the Cool" con Miles Davis.